# Tjanuni
Tjanuni (oder Tjanuny, nach Schneider als „Silni“ zu lesen) war ein altägyptischer Schreiber des Königs sowie Heerschreiber der 18. Dynastie. Er amtierte unter Thutmosis III. als Vorsteher der Militärschreiber und war damit für alle Marschmeldungen und offiziellen Kriegstagebücher verantwortlich. Unter Amenophis II. und Thutmosis IV. beförderte man ihn zum Rekrutenschreiber („Sesch-neferu“; Sš-nfrw). Das neue Amt des Rekrutenschreibers war für das Anwerben neuer Rekruten verantwortlich und wurde erst zur Zeit von Thutmosis III. eingeführt. Es stand nur eine Stufe unter der des Generals. Die ägyptische Expansionspolitik der 18. Dynastie sorgte für einen immer größer werdenden Verwaltungsaufwand innerhalb des ägyptischen Heeres, der dieses Amt notwendig machte.
Sein Grab TT74 befindet sich in Scheich Abd el-Qurna und enthält eine biographische Inschrift.